# Exspina typica
Exspina typica är en kräftdjursart som beskrevs av Lang 1968. Exspina typica ingår i släktet Exspina och familjen Colletteidae. Inga underarter finns listade i Catalogue of Life.